# Еременко, Александр Михайлович
Александр Михайлович Ерёменко (26 августа 1959, Алчевск, Украинская ССР, СССР) — украинский ученый, философ, писатель и публицист.

## Биография
Родился в Алчевске. Отец — украинский поэт, участник Великой Отечественной войны, директор областного государственного архива. Мать — гардеробщица областной библиотеки. В 1962 году семья переехала в Луганск.
В 1976—1980 годах учился на русском отделении филологического факультета Ворошиловградского государственного пединститута имени Тараса Шевченко, получил диплом с отличием.
В 1991 году защитил кандидатскую диссертацию по теме: «Коммуникативные механизмы философского познания» (Институт философии АН Украины). В 2010 году защитил диссертацию доктора наук по теме: «Историческое событие в европейской традиции (социально-философский анализ)» (Днепропетровский национальный университет имени Олеся Гончара).
Во времена Перестройки издавал самиздатский журнал «Чёрный квадрат». В 1991 году некоторое время работал ночным сторожем.
Работал в средней школе, в редакции заводской газеты, в научно-методическом центре Луганского областного управления культуры. В 1992—1995 годах преподавал в Луганском государственном пединституте имени Тараса Шевченко. В 1995—2011 годах работал на кафедре социально-гуманитарных дисциплин Луганского государственного университета внутренних дел (с 2007 года — имени Э. А. Дидоренко). С 2006 по 2011 год заведовал указанной кафедрой.
С 2011 по 2018 год — профессор (с 2015 по 2018 — заведующий кафедрой) мировой философии и эстетики Восточноукраинского национального университета имени Владимира Даля. В июле 2014 года вследствие перехода Луганска под контроль повстанцев выехал в город Лисичанск.
С 2018 года — профессор (с 2019 — заведующий кафедрой философии) Национального университета «Одесская юридическая академия».
Александр Ерёменко — член Межрегионального союза писателей Украины. В 2016 году Луганское отделение Межрегионального союза писателей исключило Ерёменко из своих рядов за его публикации в украинских и зарубежных изданиях, в которых содержится острая критика донбасского сепаратизма и, в частности, сепаратизма так называемой «Луганской народной республики».
Автор около 200 работ, в число которых входят философские, научно-популярные, публицистические, а также литературно-художественные произведения.
Ввёл в научный оборот и разработал понятие «событема». Событема есть абстрактная возможность единичных событий. В последнее время разрабатывает новые методологические подходы в философии: философскую комбинаторику и оксюморонную диалектику. В работах по философской комбинаторике разрабатывается метод классификации мировоззрений, а также предлагаются правила сочетаемости категорий при выработке целостного философского мировоззрения. В работах по оксюморонной диалектике к анализу одного из основных принципов диалектики — единству и борьбе противоположностей применяется известная в художественной литературе риторическая фигура — оксюморон. Показываются методологически-эвристические потенции оксюморонного сочетания диалектических пар противоположностей.
В пьесе «Две таблетки виртуалина» (опубликована под псевдонимом Алексей Ликвидов) в сатирической форме изображены нравы, бытующие в современных украинских вузах. В мистической антиутопии — романе «2024» уничтожение тела и мозга В.И. Ленина приводит к распаду современной России.
В 2009 году Национальной академией наук Украины Александру Ерёменко присуждена премия имени Д. И. Чижевского за цикл работ по методологии истории философии.

## Основные труды

### Философские
- Ерёменко А. М. Мировой компьютер // Человек. — 2000. — № 3.
- Ерёменко А. М. Проблема «переложения вины» // Социологические исследования. — 2000. — № 7.
- Ерёменко А. М. История как событийность. — Луганск: РИО ЛАВД, 2005. — Т. 1 — 544 с. Т. 2 — 496 с.
- Ерёменко А. М. Правила игры в бисер // Человек. — 2010. — № 1.
- Ерёменко А. М. Философский оксюморон как форма диалектического мышления // Практична філософія. — 2012. — № 3.
- Ерёменко А. М. Историческое событие глазами участников и наблюдателей: Луганск весной-летом 2014. — LAP LAMBERT Academic Publishing RU, 2018. — 50 с.
- Ерёменко А. М. Развенчанный Нострадамус. Пророчества Нострадамуса и теория событем.  — Одесса: «Феникс», 2019. — 266 с.

### Научно-популярные и публицистические
- Ерёменко А. М. Древняя Греция в образах. — Луганск: Осирис, Светлица, — 1997. — 88 с.
- Ерёменко А. М. Свобода слова как самодостаточная ценность // 2000. — 2010. — № 34 (522).
- Ерёменко А. М. Размышления о луганской Вандее. Взгляд очевидца событий. — Just A Life. — Saarbrucken, 2015. — 108 с.
- Ерёменко А. М. Правда и ложь Майдана // Гефтер. Интернет журнал. — 22.01.2016. </http://gefter.ru/archive/17292>
- Ерёменко А. М. Конфликт на Донбассе — это гражданская война? Но этим ещё не всё сказано. // Еженедельник 2000. — 2020. — № 37 (959). </https://www.2000.ua/v-nomere/derzhava/ukraina_derzhava/konflikt-na-donbasse--jeto-grazhdanskaja-vojna.htm>

### Художественные
- Ерёменко А. М. Любимец богов. Мятеж. В поисках истинного блага // В поисках истинного блага. Рассказы молодых писателей Украины и Белоруссии. – М.: «Стилистика», 1998. – С. 12-37.
- Ерёменко А. М. Миф о мятежных ангелах. Сборник философских эссе. – Луганск: «Книжковий світ», 2000.
- Ерёменко А. М. Две таблетки виртуалина. Пьеса для чтения // Крылья. Литературно-художественный альманах. Взмах восьмой. – Луганск: Янтарь, 2012. – С. 185-321. – Псевдоним «Алексей Ликвидов».
- Ерёменко А. М. 2024. Роман. – К: Український письменник, 2020. – 224 с.